# Idioblasta transversata
Idioblasta transversata là một loài bướm đêm trong họ Crambidae.